# Ancestral
Production
Diffusion
Ancestral (hangeul : 선산 ; RR : Seonsan ; MR : Sŏnsan ; litt. « Cimetière familial ») est une série télévisée sud-coréenne, créée par Yeon Sang-ho et diffusée depuis le 19 janvier 2024 sur la plateforme Netflix. Il s'agit de l'adaptation du webtoon The Bequeathed de Kang Tae-kyung.

## Synopsis
Après la mort d'un oncle dont elle ignorait l'existence, une femme hérite de terres hébergeant le cimetière familial et tombe sur des événements étranges.

## Distribution
- Kim Hyun-joo (VF : Hélène Bizot) : Yun Seo-ha
- Park Hee-soon (en) : Choi Seong-jun
- Park Byung-eun (en) (VF : Pierre Tessier) : Park Sang-min
- Ryu Kyung-soo (en) : Kim Yeong-ho
- Park Sung-hoon (VF : Pascal Nowak) : Yang Jae-seok

 Source et légende : version française (VF) sur RS Doublage